# Unión Deportiva San Lorenzo
La Unión Deportiva San Lorenzo es un equipo de fútbol madrileño que milita en el grupo 1 de la Primera de Aficionados de la Comunidad de Madrid.

## Historia
El Club se fundó en el año 1919, bajo el nombre de Sociedad Deportiva San Lorenzo y pasó posteriormente a denominarse Sociedad Deportiva de San Lorenzo El Real. El nombre actual se usa desde el año 1948.
Los primeros jugadores del Club provenían de los alumnos del Real Colegio Alfonso XII, de la Universidad María Cristina y, sobre todo, de los entrenamientos que se celebraban en "El LLano", "Prado Rana", "Las Conchas" o del Colegio de Carabineros.
El Equipo de la Sociedad de Deportes San Lorenzo El Real vestía camiseta a rayas rojas y blancas, pantalón azul y medias azules con rayas blancas.
En el año 1920 fue inaugurado el campo de Los Pinos, situado en la carretera de Robledo de Chavela, con un encuentro frente al equipo de La Granja, que fue presidido por S.A.R. la Infanta Isabel.
Con motivo de la guerra civil española se produjo un freno en el balompié gurriato, que posteriormente se fue reorganizando a través de los diferentes equipos de barrio, tales como la Solana, El Imperio, Las Casillas, Batallón Ciclista, Cimborrio, etc.
A principios del año 1948 comenzó a circular el rumor de reorganizar nuevamente el equipo de la Sociedad Deportiva San Lorenzo El Real. El 20 de agosto de 1948 se constituyó la Unión Deportiva San Lorenzo F.C., se eligió como presidente a D. Florentino Ramírez Fernández y se adoptó vestir los mismos colores que el San Lorenzo de Almagro de Argentina, camiseta azulgrana en franjas estrechas y pantalón blanco.
El primer equipo de la U.D. San Lorenzo surgió de los diferentes equipos de la localidad (Mikis, La Solana, Batallón Ciclista, Hispano) e incluso de la Villa de El Escorial.
El primer entrenador fue Kurt Elkan. El primer encuentro oficial en el campo de la Guindalera, contra el Prosperidad, se perdió por tres a dos.
Los encuentros los disputaba el equipo en el campo de Los Pinos, que había sido remodelado con ayuda de los comerciantes, empresarios y socios.
El equipo ascendió por primera vez a tercera división en el año 1951. El año siguiente descendió a regional. Volvió a subir nuevamente en el año 1953, bajó al otro año y ascendió a la otra temporada nuevamente.
La U.D. San Lorenzo conquistó en la temporada de 1959 la Copa Ramón Triana. También consiguió ascender de nuevo a Tercera División. Este era un trofeo muy codiciado pues intervenían en su disputa todos los equipos aficionados de primera y segunda categoría de Madrid, incluidos los segundos equipos del Real Madrid y el Atlético de Madrid.
Después de esta "época dorada" del Club, este se sumió en una profunda crisis que estuvo a punto de hacerlo desaparecer.
El 7 de mayo de 1967 se celebró el primer partido de fútbol en el nuevo campo de La Herrería, entre la selección Castellana de Veteranos y los Veteranos de la U.D. San Lorenzo.
La meta más alta de los últimos años en el terreno deportivo se consiguió en la temporada 1990/1991, cuando el equipo militó en categoría preferente, aunque volvió a bajar a la temporada siguiente a primera.

## Uniforme
- Uniforme titular: Camiseta azulgrana, pantalón blanco y medias azules

## Estadio
La Herrería, con capacidad para 1.500 personas (Hierba artificial)
En el año 1920 se inauguró el campo de Los Pinos, situado en la carretera de Robledo de Chavela,pero en 1964 el Patrimonio Nacional comunicó al Club que tenía que abandonar las instalaciones de Los Pinos, pues se iba a instalar un campo de golf. Se cedió un terreno al final de la Calleja larga, donde en la actualidad tiene el Club su campo.

## Jugadores

### Plantilla 2009/10
Entrenador:  Francisco Javier González Balbuena ( Kiko González )

## Temporadas
| Temporada | Liga                                                       | Posición | Copa del Rey |
| --------- | ---------------------------------------------------------- | -------- | ------------ |
| 2007/08   | Primera Categoría de Aficionados de la Comunidad de Madrid | 16       |              |
| 2008/09   | Segunda Categoría de Aficionados de la Comunidad de Madrid | 2        |              |
| 2009/10   | Primera Categoría de Aficionados de la Comunidad de Madrid | 14       |              |

- 0 temporadas Primera División
- 0 temporadas Segunda División
- 0 temporadas Segunda División B
- 2 temporadas Tercera División

- Debut en Tercera División: 1951/52
- Mejor puesto en la liga: